# 一途な恋
「一途な恋」（いちずなこい）は、TMNの27枚目のシングル。

## 背景
キャッチコピーは『685日、待った。』で、TMNの活動休止明けと言う事で約2年ぶりのシングルとなり、表題曲のリミックスバージョン及び、TMN名義では初となる同曲のインストバージョンが収録されている。また翌年にリリースされた限定盤『GROOVE GEAR 1984-1994』では「3rd MIX」が収録されている。週間1位、売上は30.6枚数。

## 制作
『ブティックJOY』のCMソングに使用された。
サウンド構成は、シンセサイザー以外は葛城哲哉によるギターしか入っておらず、木根尚登はコーラスのみの参加である。
曲の中で4度転調する、Aメロに休符が全くないことなど、宇都宮隆への負担から長らくライブで披露されてこなかったが、本作がリリースされてから20年後の2013年に開催されたライブ『TM NETWORK FINAL MISSION -START investigation-』にて、フルコーラスではないながらも初披露され、問題のAメロは木根（および宇都宮自身の歌唱音源による被せ）と交互で歌っていた。
当楽曲をモチーフにし「ループ素材を使ったグルーヴを軸にした音楽」「聴く分にはカラオケ受けしそうな程に他のヒット曲と並ぶけど、実はカラオケで気軽に歌えない音楽」へとコンセプトを発展させたオリジナル・アルバムを1993年末から1994年年頭を目途に発売する計画があると同時期小室哲哉がインタビューに答えていたが、後にその計画は頓挫している。そのため、オリジナル・アルバムには収録されておらず、ベスト・アルバムやライブ・アルバムを中心に収録されている（1991年11月に発売した前作「WILD HEAVEN」も同様）。
当時三人で出演していたFMラジオの番組で、毎回この曲がかかる際に冗談交じりに小室が「演歌のように、一曲を大事に歌っています」とコメントしていた。

## ディスクジャケット
初回盤のみ、横開きのジャケットで2つ折りになっており、裏面にメンバー3人の写真が掲載されている。また、歌詞は濃紺をバックに正楷書体で書かれている。

## 収録曲
| 全作詞・作曲・編曲: 小室哲哉。 |                                 |          |            |      |
| #                              | タイトル                        | 作詞     | 作曲・編曲 | 時間 |
| 1.                             | 「一途な恋」                    | 小室哲哉 | 小室哲哉   | 4:12 |
| 2.                             | 「一途な恋 (ANOTHER MATERIAL)」 | 小室哲哉 | 小室哲哉   | 4:37 |
| 3.                             | 「一途な恋」(Instrumental)      | 小室哲哉 | 小室哲哉   | 4:12 |
| 合計時間:                      | 合計時間:                       | 13:01    |            |      |

## クレジット
- Mixed: JASON CORSARO
- Guitar: 葛城哲哉

## 収録アルバム
- GROOVE GEAR 1984-1994 (3RD MIX)
- TETSUYA KOMURO PRESENTS TMN BLACK
- TIME CAPSULE all the singles
- STAR BOX
- Welcome to the FANKS! (ANOTHER MATERIAL)
- TM NETWORK THE SINGLES 2 (Disc 1にオリジナル、Disc 2にANOTHER MATERIALが収録)
- TM NETWORK ORIGINAL SINGLES 1984-1999
- TM NETWORK ORIGINAL SINGLE BACK TRACKS 1984-1999 (Instrumental)
- Gift from Fanks T